# Tributilestany
El tributilestany és un compost organometàl·lic que s'utilitzava fins al 2003 en pintures antiincrustants. Es va començar a fer servir al voltant dels anys cinquanta i el seu ús principal era per a recobrir els vaixells i impedir que s'adherissin algues i crustacis. En aquella època es van començar a envernissar en massa tots els vaixells (fins a un 70% de tot el món).
El 2003 es van establir controls rigorosos de la utilització d'aquest compost i dels seus derivats. En alguns països ja existien lleis que controlaven l'ús d'aquests compostos en funció de la quantitat de biocides que podien filtrar a l'aigua.
També s'usa per tractaments de fusta, fungicides en sistemes d'aigua industrials, per exemple a la indústria tèxtil i a la paperera. En algunes parts del món es fa servir per al control de l'esquistosomosi.
El tributilestany es considera un contaminant orgànic persistent perquè és molt lipòfil i és molt difícil degradar-lo en els organismes i a la natura. Principalment, s'acumula en ostres, musclos, crustacis, mol·luscos, peixos i algues, atès el seu ús com a recobriment del buc dels vaixells.

## Toxicitat
L'efecte d'aquest compost és preocupant perquè afecta la fauna marina a molt baixes concentracions. Inicialment, es van detectar alguns peixos d'aigua dolça i es pensava que en els mars, al trobar-se en concentracions més baixes no afectaria els éssers vius, però en els darrers anys s'han descobert peixos d'aigua salada contaminats per aquests tipus de compostos.
La major part dels estudis sobre la toxicitat del tributilestany han estat sobre organismes aquàtics, tot i que també s'han realitzat alguns estudis en mamífers i hi ha hagut incidents amb éssers humans. Els principals efectes observats en animals marins són l'aparició de canvis hormonals, mutacions degudes a aquests canvis hormonals (òrgans femenins en mascles o a la inversa). S'han vist malformacions a les closques d'ostres a aigües marines de França i Anglaterra, aquestes tenen desenvolupament anormal i sovint són fràgils i trencadisses.
En mamífers la majoria d'efectes que s'han considerat són en relació amb la reproducció, el desenvolupament i la mutagenicitat. Un estudi en rates indica que aquestes han desenvolupat tumors a la glàndula pituïtària després de dosis altes a TBT, tot i que l'estudi no ha estat concloent. El TBTO (òxid de tributilestany, és el derivat més abundant) a nivells alts pot afectar diverses glàndules fent variar les concentracions hormonals dels animals. En dosis grans, el TBT afecta el sistema reproductor, el sistema nerviós central, l'estructura dels ossos i el tracte gastrointestinal.
En éssers humans el TBTO causa irritacions a la pell. El TBT pot causar irritació als ulls després d'exposicions continuades, la inhalació pot interferir a la respiració, provocar mals de cap, feblesa, tremolors i problemes de coordinació. La concentració mínima inhalada a l'aire perquè causi toxicitat varia entre 10 ppm per tres minuts i 20 ppm per cinc minuts.